# Phytosciara macrotricha
Phytosciara macrotricha är en tvåvingeart som först beskrevs av Franz Lengersdorf 1926.  Phytosciara macrotricha ingår i släktet Phytosciara och familjen sorgmyggor.
Artens utbredningsområde är Österrike. Inga underarter finns listade i Catalogue of Life.